# Isomira hypocrita
Isomira hypocrita es una especie de escarabajo del género Isomira, familia Tenebrionidae, orden Coleoptera. Fue descrita científicamente por Mulsant en 1856.
La especie se mantiene activa durante los meses de enero, abril, mayo, junio, julio, agosto y septiembre.

## Descripción
Mide 7–85 milímetros de longitud.

## Distribución
Se distribuye por Francia, Suiza, Italia, Austria y Alemania.